# 中古墳群

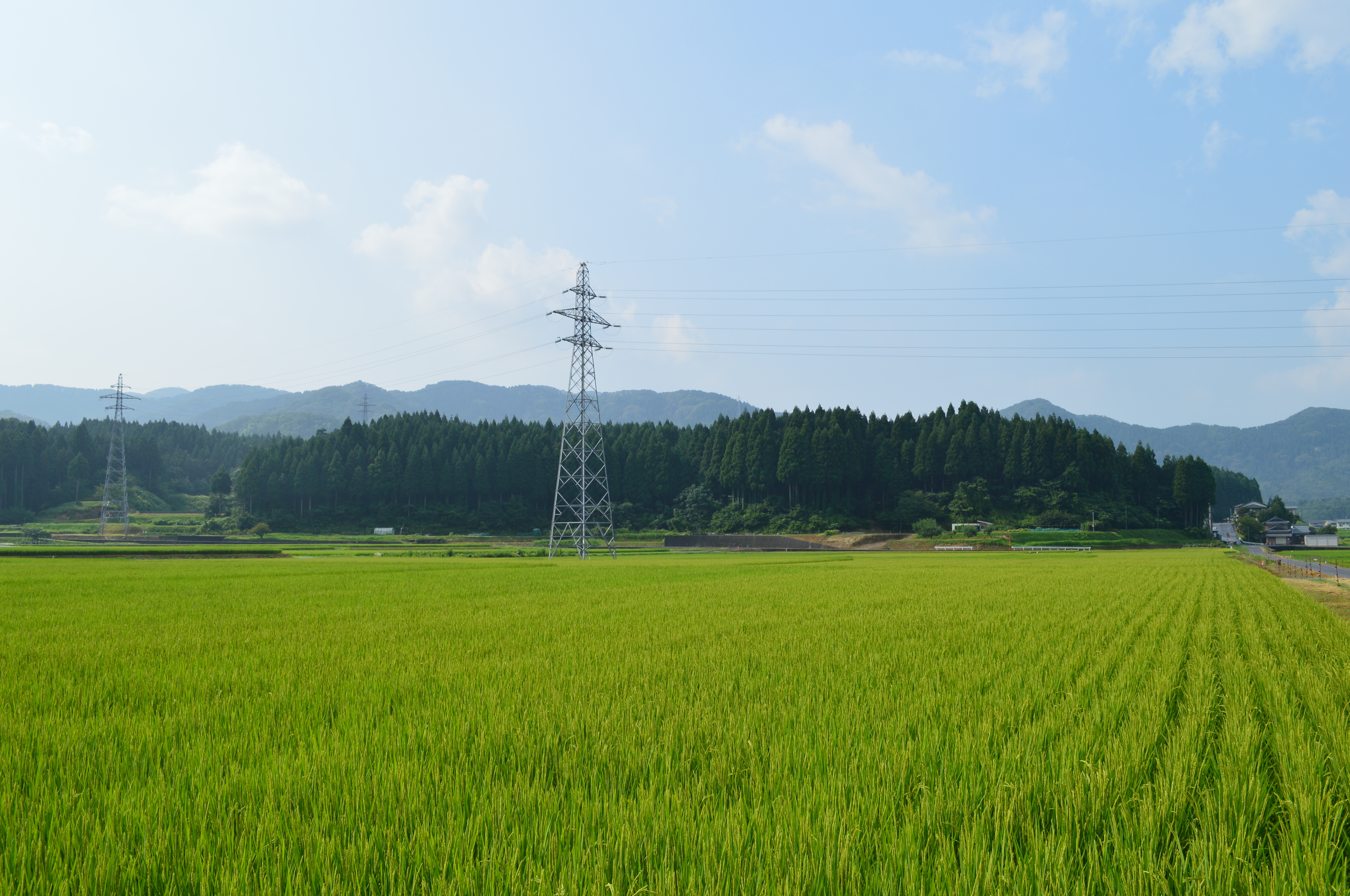
古墳群の所在する丘陵

中古墳群（なかこふんぐん、中墳墓群）または織田古墳群（おだこふんぐん）は、福井県丹生郡越前町中にある弥生墳丘墓群・古墳群。25基が越前町指定史跡に指定されている。

## 概要
福井県北部、織田盆地北部の八手状の低丘陵上に営造された古墳群である。5つの尾根上に分かれて、前方後円墳1基（3号墳）・円墳12基・方墳18基・不明墳1基の計30基から構成される（かつて再調査前は計25基とされた）。
古墳群のうち唯一の前方後円墳である3号墳（織田古墳、旧1号墳）は、墳丘長約30メートルを測る。小規模な前方後円墳ではあるが、旧敦賀郡域では3番目、前方後円墳としては最大級の規模になる。後背の丘陵側は手抜き工事であり、盆地を意識した築造が認められる。隣接する4号墳（旧2号墳）は直径8.8メートルの円墳であり、3号墳の陪塚と推定される。これら2基は古墳時代前期中葉の3世紀末-4世紀前葉頃の築造と推定される。
この中古墳群は、弥生時代中期-古墳時代中期頃の営造と推定される。織田地区では唯一の古墳群として貴重であるとともに、前方後円墳の存在は当時すでに織田地区が開かれてヤマト王権とつながりを持っていたことを示し、また越前国二宮の劔神社（越前町織田）や劔神社神宮寺の劔御子寺の創建にかかる造営氏族を考察するうえで重要視される古墳群である。
古墳群のうち20基は1976年（昭和51年）に、5基は2002年（平成14年）に織田町指定史跡（現在は越前町指定史跡）に指定されている。

## 文化財

### 越前町指定文化財
- 史跡[4]
  - 古墳1号 - 1976年（昭和51年）6月1日指定。
  - 古墳5号 - 1976年（昭和51年）6月1日指定。
  - 古墳6号 - 1976年（昭和51年）6月1日指定。
  - 古墳9号 - 1976年（昭和51年）6月1日指定。
  - 古墳10号 - 1976年（昭和51年）6月1日指定。
  - 古墳11号 - 1976年（昭和51年）6月1日指定。
  - 古墳12号 - 1976年（昭和51年）6月1日指定。
  - 古墳13号 - 1976年（昭和51年）6月1日指定。
  - 古墳14号 - 1976年（昭和51年）6月1日指定。
  - 古墳15号 - 1976年（昭和51年）6月1日指定。
  - 古墳16号 - 1976年（昭和51年）6月1日指定。
  - 古墳17号 - 1976年（昭和51年）6月1日指定。
  - 古墳18号 - 1976年（昭和51年）6月1日指定。
  - 古墳19号 - 1976年（昭和51年）6月1日指定。
  - 古墳20号 - 1976年（昭和51年）6月1日指定。
  - 古墳21号 - 1976年（昭和51年）6月1日指定。
  - 古墳22号 - 1976年（昭和51年）6月1日指定。
  - 古墳23号 - 1976年（昭和51年）6月1日指定。
  - 古墳24号 - 1976年（昭和51年）6月1日指定。
  - 古墳25号 - 1976年（昭和51年）6月1日指定。
  - 古墳2号 - 2002年（平成14年）5月16日指定。
  - 古墳3号 - 2002年（平成14年）5月16日指定。
  - 古墳4号 - 2002年（平成14年）5月16日指定。
  - 古墳7号 - 2002年（平成14年）5月16日指定。
  - 古墳8号 - 2002年（平成14年）5月16日指定。

## 関連文献
（記事執筆に使用していない関連文献）
- 「越前町中古墳群分布調査報告」『越前町織田文化歴史館館報 第10号』越前町織田文化歴史館、2015年。